# 善意支払
善意支払（ぜんいしはらい）とは、民法、手形法上の概念の一つで、金銭の支払を目的とする債権者の外観を備えた者に支払った者を保護する制度。

## 民法
民法478条は、弁済の受領権者以外の者であって取引上の社会通念に照らして受領権者としての外観を有するものに対してした弁済は、その弁済をした者が善意であり、かつ、過失がなかったときに限り、その効力を有すると規定する。特に債権の目的が金銭の支払である場合は、善意支払の問題となる。

### 民法478条の趣旨
弁済の受領権者は「債権者及び法令の規定又は当事者の意思表示によって弁済を受領する権限を付与された第三者」である（2017年改正の民法（2020年4月1日法律施行）で明文化）。しかし、受領権者としての外観を有する者がおり、債務者が誤ってその者に弁済を行った場合、真の債権者への弁済も課せられるとすると、二重払いを強いられることになり、債務者に過酷である。一方、債務者が二重払いの危険を避けようと慎重になりすぎると弁済が円滑に行われず、ひいては経済活動に支障を来たすおそれがある。そのため、債務者を保護し、債権者に多少の負担を負わせて、弁済を円滑に行わせようとする趣旨である。

### 旧478条の規定
2017年の改正前の民法478条は「債権の準占有者に対してした弁済は、その弁済をした者が善意であり、かつ、過失がなかったときに限り、その効力を有する。」としていた。

#### 債権の準占有者
取引通念上、債権者としての外観を備える者を指すとされていた。借金においては、借用証書の所持者である。預金の払戻しにおいては、対面の手続で預金通帳と印章を提示した者、機械払いでキャッシュカードと暗証番号を提示した者を指す。
2017年の改正前の民法478条では「債権の準占有者」という用語が使われていたが、判例で範囲が拡張され、用語自体もわかりにくかったことから、2017年改正の民法（2020年4月1日法律施行）で「受領権者以外の者であって取引上の社会通念に照らして受領権者としての外観を有するもの」に変更された。

#### 善意・無過失
弁済をした債務者が保護されるためには、弁済の時に善意（受領者に弁済受領権限があると信じること）かつ無過失である必要がある（同条）。
民法の平成16年改正前は、条文上は善意のみが要求されていたが、無過失も必要であるとの判例（最高裁昭和37年8月21日判決・民集16巻9号1809頁・最高裁判例情報）が確立していたため、平成16年の改正の際に民法現代語化と併せて、無過失の要件が明文化された。
2017年の民法改正の議論では、判例には機械払システムの設置管理に関する注意義務を問題とするものなど、必ずしも弁済時の善意無過失だけを判断要素としているわけではないと指摘された。そこで、「弁済は、その弁済をした者が善意であり、かつ、過失がなかったときに限り」という文言を、これらの判例が対象とした場合まで含めるよう文言を変更することも改正の議論の過程で提案されていたが、この点は解釈に委ねられた。

#### 民法478条の適用場面
民法478条の適用場面として、民法の起草委員である梅謙次郎が想定していたのは、
- 表見相続人（債権者が死亡し、相続人が弁済を受けたが、実は隠された他の相続人が存在した場合）
- 債権譲渡が無効・取消・解除により効力を失った場合の債権譲受人

など、債権が誰に帰属しているか分からない場合であったとされるが、昭和期の判例によって、
- 窃取した銀行預金の通帳・届出印を持参して払戻しを求める者

など、実際に弁済を受ける者が誰か分からない場合にも適用されるようになった。

### 金融機関への適用
民法478条は、債務者が債権者へ弁済する際に適用することを想定しているが、金融機関が口座開設者へ預金を払い戻す際、また、金融機関がローン契約による貸付けや定期預金を担保とした貸付け（預金担保貸付け）を行う場合にも類推適用される。他にも、保険契約者の利用者貸付制度における貸付けに適用した判例がある。
金融機関による預金の過誤払いに際しては、直接の対処を規定する法律や、預金を保護する法律が存在しなかったため、同条が適用され、金融機関が広く免責されてきたが、預金者の保護に欠けるとの批判があった。
そこで、キャッシュカードの不正使用に基づく過誤払いについては、預金者保護法が制定・施行されて預金者を保護する法整備が行われた。ただし、法人の口座や預金通帳に関する過誤払いやクレジットカード(ショッピング・キャッシング)、消費者金融や信販会社のキャッシングカード、デビットカードについてはいまだに約款や民法478条を適用する。

#### 定期預金の期限前払戻し
定期預金の期限前払戻しは、単なる弁済ではなく、定期預金の合意解約を行った上での弁済だが、これにも民法478条は適用されるとするのが判例である（最高裁昭和41年10月4日判決・民集20巻8号1565頁・最高裁判例情報）。

#### 預金担保貸付
真の預金者Aの定期預金を担保として、銀行Bが無権限者Cに対し善意・無過失で貸付けを行った場合（預金担保貸付け）、BのCに対する貸付けを定期預金の払戻しと同様に考え、民法478条を類推適用し、Bによる預金と貸付金との相殺を有効とするのが判例である（最高裁昭和48年3月27日判決・民集27巻2号376頁・最高裁判例情報）。

### 免責の判断基準

#### 盗難預金通帳等を用いた無権限者への払戻し（対面処理）
第三者が不正に入手した預金通帳を持参し、また、登録されたものと同じ印影が捺された払戻請求書を提示して、金融機関がこれに応じた場合、判例では無権限者への預金払戻しを有効な弁済と認めて、真の預金者はもはや預金払戻請求権を失うとしている。この判断の中では、
- 真正な通帳を持参・提示している
- 払戻請求書に捺された印影を照合して相違が認められない
- 普通預金の払戻しでは、平面照合で相違が認められない

ことを指摘して無権限者による払い戻しを排除するべく注意義務を果たしたと認める。
一方で、金額の多寡（著しく多額であるとか、預金の全額であるなど）、通常の取引との相違（通常に比べて多額の取引であるとか、通常は取引がない日であるなど）、取引時刻（開店直後や閉店間際の慌ただしい時刻を狙い、本人確認等がおろそかになるのを狙う）、通常取引のない店舗である（取引実績がない、自宅や職場からかけ離れている）の点は、直ちに不審を抱く要因にはならず、弁済の有効性を失わせるものではないとしている。
なお、定期預金の払戻しの場合には、より慎重な本人確認が求められる。判例では、預金者と来店者の素性が異なる場合には権限者の確認を重ねて行うべきであり、それを怠って無権限者に払戻した場合は無効として、預金の回復を命じている。一方で、普通預金の場合には流動性を重視し、家族が代わりに下ろしに来る事は珍しくなく、例えば熟年男性の預金口座から若年男性が預金を下ろしても、直ちに不審を抱くべきとは言えない、としている。

#### 盗難預金通帳等を用いた無権限者への払戻し（機械処理）
無権限者がATMに盗難通帳を挿入して払戻しを受けた件につき、民法478条の適用が争われた。最高裁平成15年4月8日第3小法廷判決・民集57巻4号337頁・最高裁判例情報）に示されるところでは、非対面、すなわち機械払いであることをもって同条の適用は否定されないとしている。併せて、機械払いによる無権限者への払戻しに民法478条の適用を主張するには、オンラインシステム全体について、無権限者による払戻しを排除するように注意義務を果たすことが必要とした（金融庁によるまとめ）。
ただし、本件については、預金通帳で機械払いを行えることが約款に明記されていなかった点を指摘し、無権限者による払戻しを排除するべく注意義務を果たしていないとして、その不備を理由に無権限者への弁済を無効としている。

#### 偽造カードを用いた不正出金
偽造カードを用いての無権限者による不正払戻しについて、民法478条の適用を争った事件については、現時点で直接の判例がない。但し、前掲最高裁平成15年4月8日判決では、現行のオンラインシステムの機械の仕様等を評価する言及がなく、これをもって、現行の磁気カードをベースとしたシステム自体は容認されていると取れる可能性もある。
全国銀行協会が示すカード規定試案第10条第2項には、ATMに挿入されたカードに記録されている磁気情報と、提示された暗証番号が正しいものと認めて機械処理で払戻しを行った場合には、たとえそれが偽造カードによるものであったとしても、取引の結果に責任を負わないとしている。
なお、預金者保護法の制定・施行以降は、この約款試案も変更される（全銀協文書）。

### 課題
本来は、債権の譲渡関係が曖昧で、誰に弁済すればよいかが債務者にとって不明な場合に、債権の準占有者への弁済をもって、債務を解消する規定であると言われる。しかし、戦後は、単に債権の準占有者に弁済すればよく、その素性は問わない、という運用がなされる。この場合、無権限者に対して弁済しても有効として扱われ、真の債権者は落ち度がないのに債権を失う事態が生じる。さらに昭和40年代以降は、不正に入手した手形や通帳への出金も弁済とみなして同条を適用する、定期預金を担保とした貸付けやローン契約に基づく貸付金の払渡しにも適用するなど、適用の範囲を大きく広げており、批判の意見もある。今後は、非対面、機械処理についても同条が適用されると考えられ、電子商取引、ネットワークバンキングにおいても過誤払いや金銭上のトラブルの被害を一方的に利用者側が負担する事態になると危惧される。
また、単純な借金では、弱者である債務者を保護する規定であるが、金融機関が利用者に預金を払戻したり貸付金を払い渡す行為に民法478条を適用するときには力関係が逆転する。すなわち、強者である金融機関が債務者となり、弱者である口座開設者が債権者となる。ここへ弱者である債務者を保護する条文を適用するのは不適切であるとの意見もある。
さらに、免責の判断基準を専ら金融機関の手続行為に置き、手続に遺漏がなければ真の預金者への弁済義務を免除する一方で、民法478条を適用する場合には、真の預金者が被った損害は顧みられないという批判がある。
2000年代に入ってからスキミングによる偽造カードの作出と、これを用いた不正払戻しが多発し、社会問題化したのを受けて、預金者保護法が制定された。盗難カードや偽造カードを用いてなされた不正払戻しで個人の口座が損害を被った場合には、民法478条を適用せず、金融機関が損害を補填することを規定している。ただし、補填の対象となる範囲は現時点では限られている（預金者保護法の課題参照）。

## 手形法
為替手形、約束手形の所持人に対し、満期において、悪意又は重過失なく（善意・無重過失で）支払った手形債務者は免責される。手形法40条3項に規定がある（約束手形については77条1項3号で準用される）。
悪意・重過失に要求される認識内容の解釈が法学上問題になるが、相手方が手形上の権利を有しないことを知っていた（悪意）、または重過失により知らなかった（重過失）という一般の意味ではなく、さらに限定した意義に解し、保護される範囲を広く解釈されている。昭和44年の最高裁判決によると、手形法40条3項の悪意･重過失の意義は、以下のように解される。
- 悪意とは、「所持人が無権利であることを知っており、かつそのことを知っていながら故意に支払うこと」をいう。
- 重過失とは、「通常の調査をすれば容易に無権利であることを知ることができ、かつその立証方法も入手できたのに、調査を怠ったために無権利者に支払ったこと」をいう。

これは、証券の所持人が権利を取得する善意取得の場合と異なり、善意支払制度で保護されるのは義務を負担する手形債務者であることが理由とされている。すなわち、手形の債務者は、所持人が無権利者であると主張して手形金の支払を拒んだとしても、無権利であることを立証できなければ手形不渡りとなり、銀行取引停止処分（事実上の倒産状態）となるおそれがあるため、確実に無権利を立証できない限り支払を強制される立場にあるためである。
小切手の場合は、小切手法35条で裏書の連続についてのみ調査義務があるとだけ規定しており、支払免責の規定はない。しかし、通説は同様に手形法40条3項が適用されると解している。